# Единбурзький вазописець
Единбурзький вазописець (англ. Edinburgh Painter) — умовна назва давньогрецького майстра за лекіфом з його розписом, що зберігає музей у місті Единбург, Шотландія.

## Відомості про майстра і твори
Відомостей про Единбрзького вазописця збережено небагато. Він походив з Аттики і прауцював у чорнофігурному вазопису. До початку XXI ст. знайдено та віднесенно до творів мйстра близько ста ваз. Назву отримав за твором, що зберізає Національни музей Шотландії у місті Единбург. Переважно митець розписував лекіфи, гідрії та леканоси (саме ці типи ваз переважають серед віднайдених зразків).
В стилістиній манері Единбурзького майстра працювали вазописці Діоспос та вазописець Сафо, можливо, його учні.

## Обрані фото виробів (галерея)

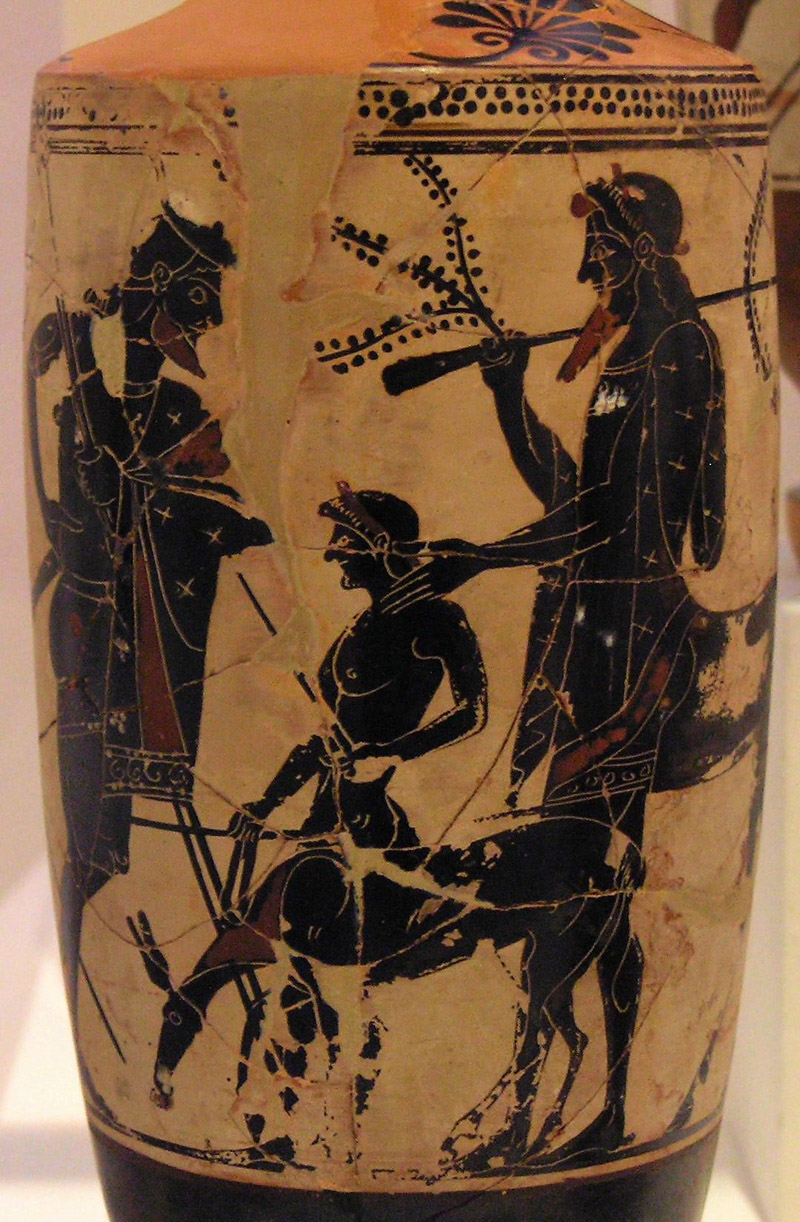
Пелей передає Ахіллеса на виховання кентавру Хірону, лекіф із білим тлом, Единбурзький вазописець, близько 500 до н. е., Національний археологічний музей Афін

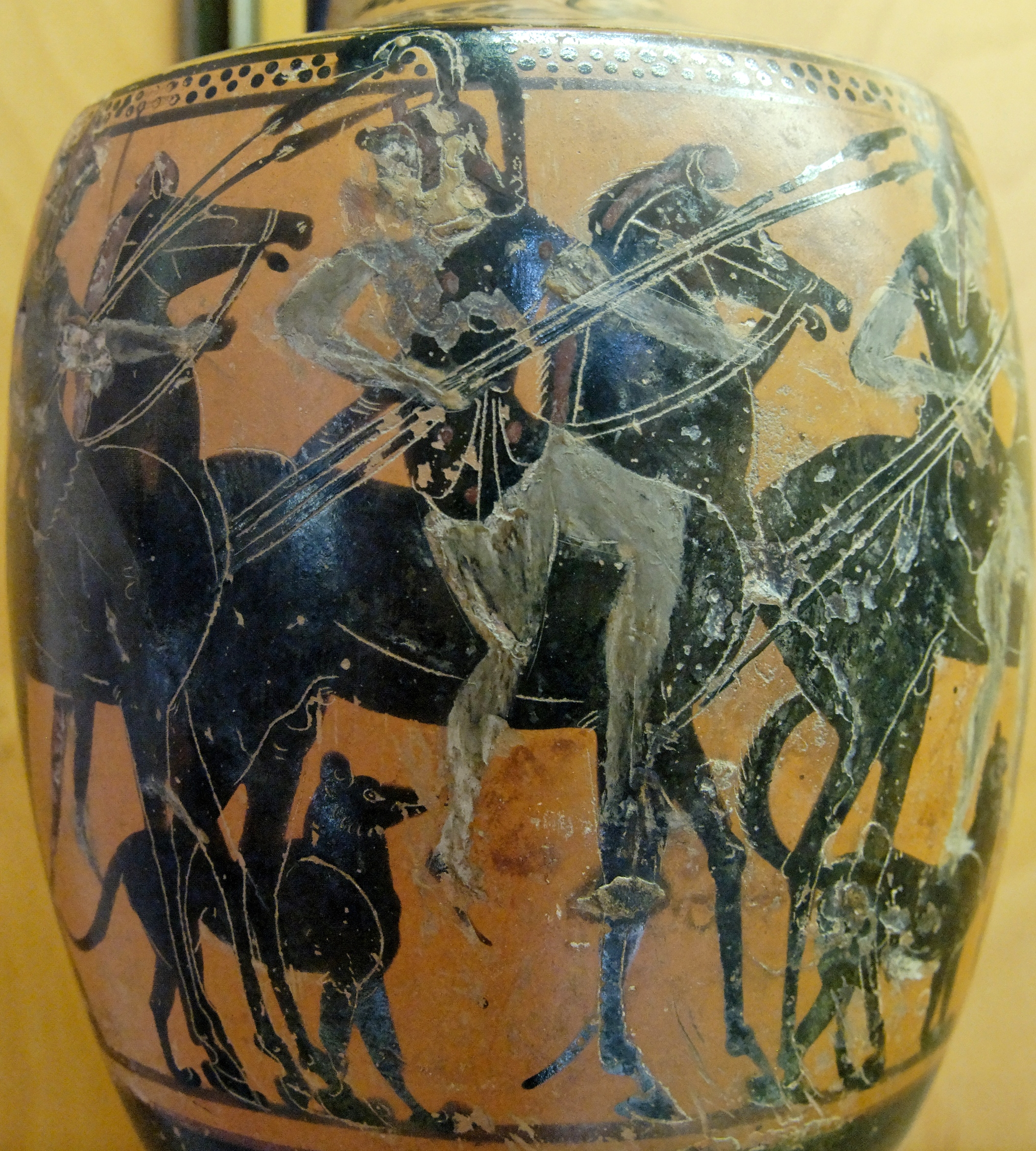
Единбурзький вазописець. «Амазонки верхи», Регіональний археологічний музей Антоніо Салінаса, Палермо
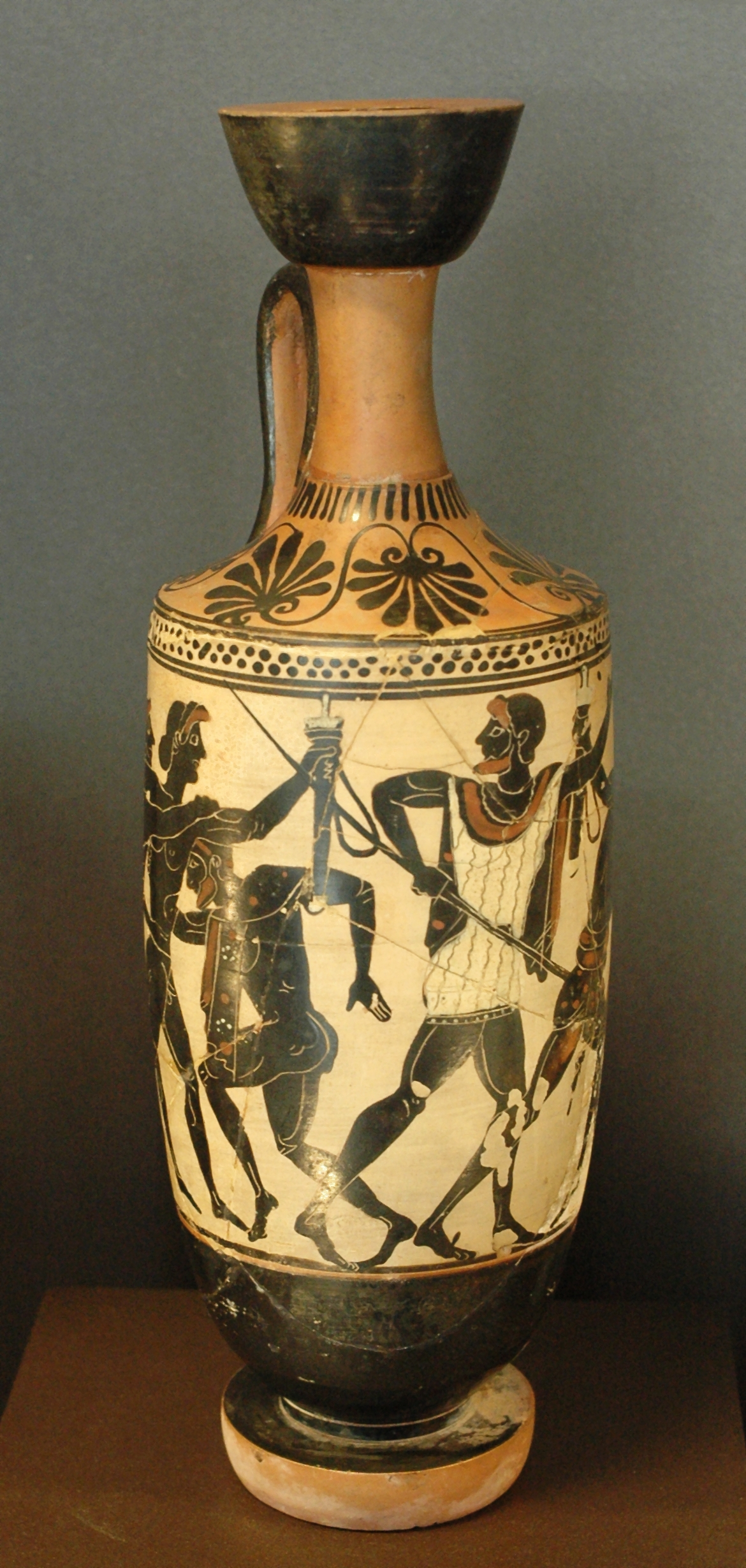
Единбурзький вазописець.«Аякс Теламодід та Одесей бьються за зброю Ахілла», Лувр, Париж.
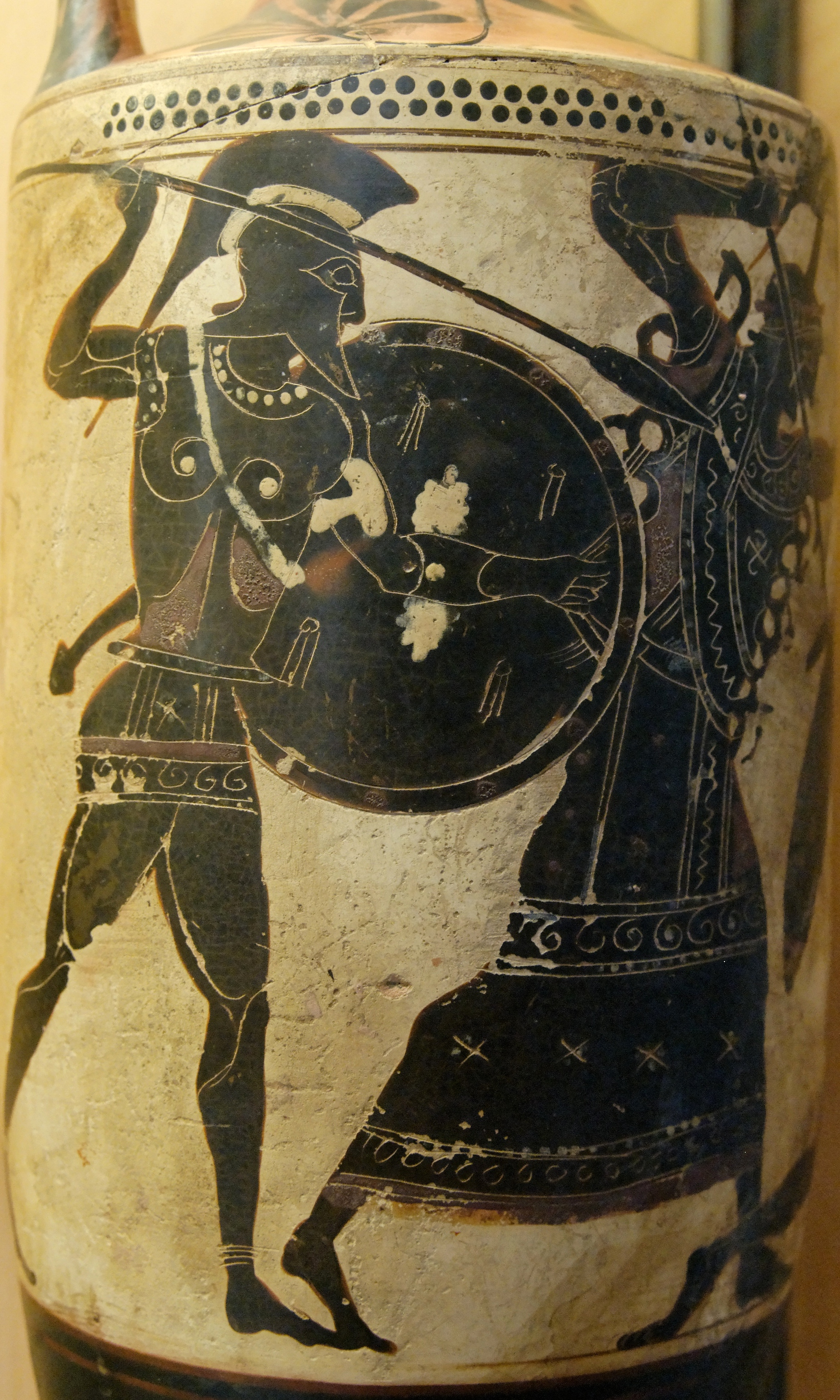
Единбурзький вазописець. «Афіна в сцені гігантомахії», Регіональний археологічний музей Антоніо Салінаса, Палермо
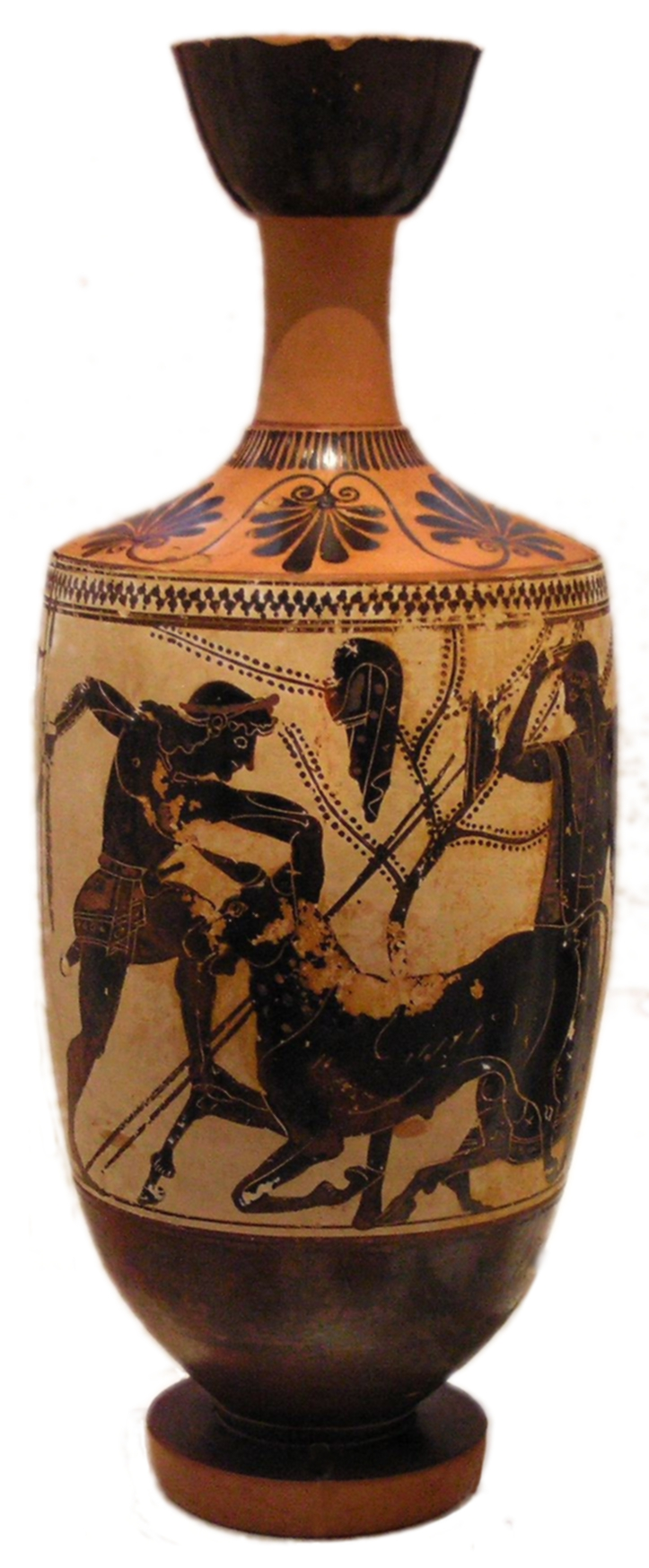
Единбурзький вазописець. «Тезей з биком», Національний археологічний музей Афін
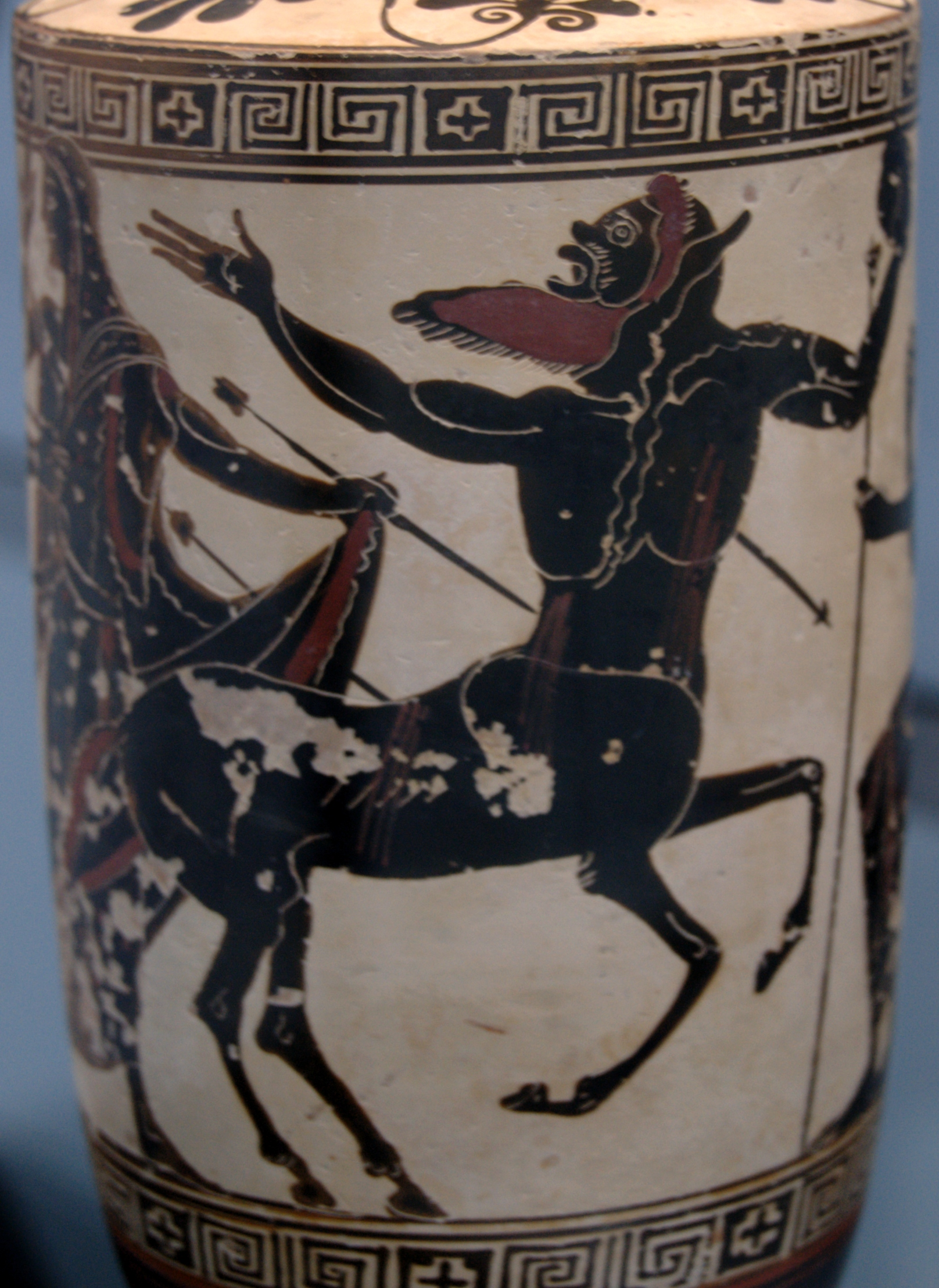
Единбурзький вазописець. «Кентавр Несс і Деяніра», Державне античне зібрання, Мюнхен
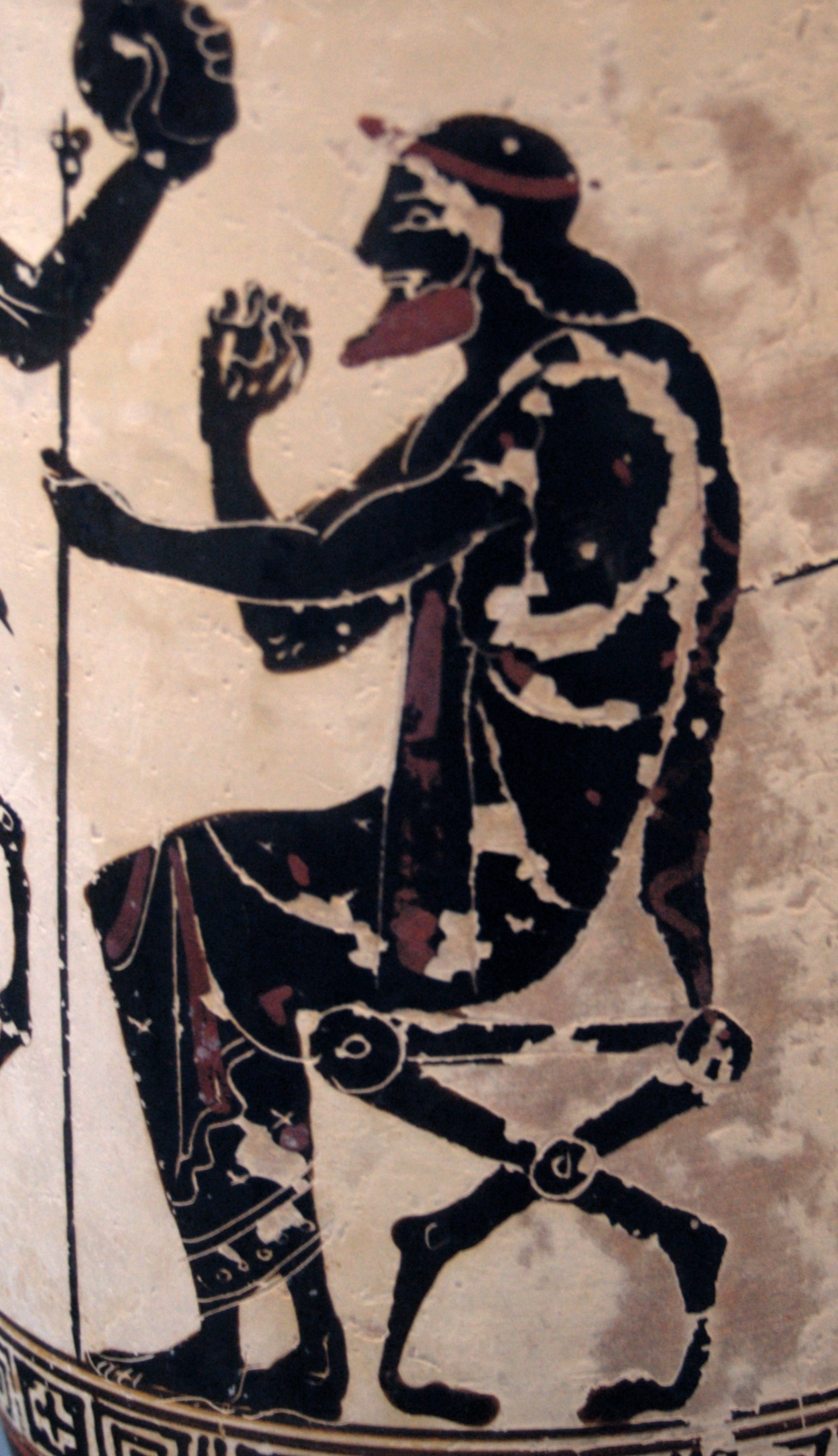
Единбурзький вазописець. «Кентавр Несс і Деяніра», Державне античне зібрання, Мюнхен
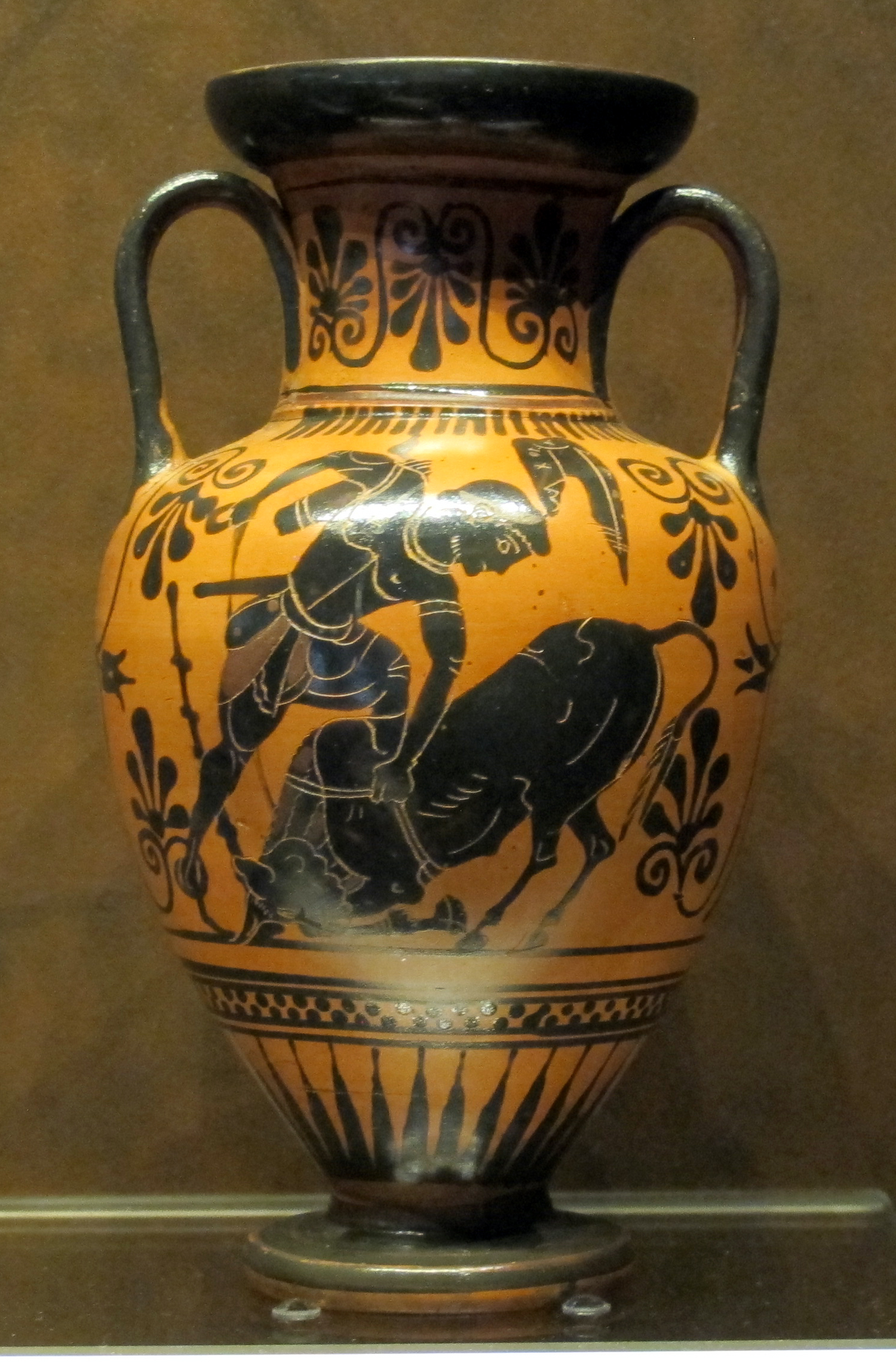
Единбурзький вазописець. «Геракл та критський бик»
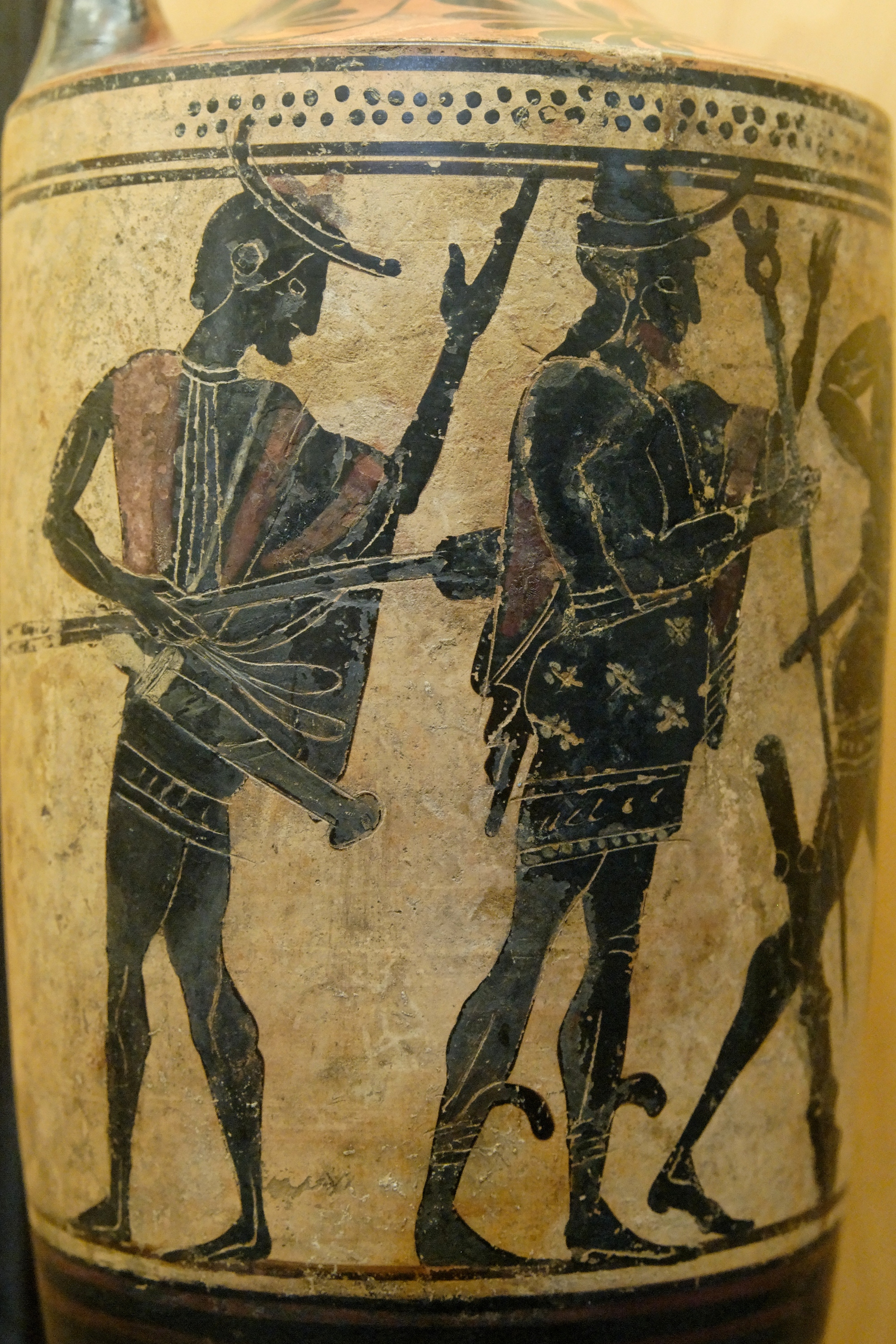
Единбурзький вазописець. «Еолай та бог Гермес», Регіональний археологічний музей Антоніо Салінаса, Палермо